# Rhinoptilus chalcopterus
El corredor patirrojo  (Rhinoptilus chalcopterus) es una especie de ave en la familia Glareolidae.

## Distribución
Se lo encuentra por todo el África al sur del Sahara.